# S’Illot des Porros
S’Illot des Porros (mallorquinisch „Lauchinsel“; standard-katalanisch L’Illot dels Porros, spanisch El Islote de los Puerros) ist eine kleine Felseninsel vor der Nordküste der spanischen Baleareninsel Mallorca in der Badia d’Alcúdia („Bucht von Alcúdia“). Verwaltungsmäßig gehört sie zum Gemeindegebiet von Santa Margalida.
S’Illot des Porros liegt 90 Meter vor einem unbebauten Küstenstreifen Mallorcas zwischen den Orten Can Picafort im Westen und dem östlichen Son Serra de Marina. Bis auf wenige niedere Pflanzen ist die 3050 Quadratmeter große und nur bis vier Meter hohe Insel neben dem kleinen Kap Punta des Patró vegetationslos. Ihr ist nordöstlich eine nur wenig aus dem Wasser ragende Klippe vorgelagert.
Bekannt ist s’Illot des Porros durch eine dort errichtete Begräbnisstätte aus dem 4. bis 2. Jahrhundert v. Chr. Nahe der Nekropole von Son Real wurden auf der Insel, die zur Zeit der Errichtung der Grabstätten noch mit Mallorca verbunden war, drei große Bestattungskammern entdeckt. Die älteste aus dem 4. Jahrhundert v. Chr. ist in Großsteinbauweise errichtet, die beiden jüngeren Kammern wurden in den Fels geschlagen. Insgesamt fand man auf der 450 Quadratmeter großen Grablegung von s’Illot des Porros 269 Bestattete. Sie stammten sowohl aus der Zeit des späten Talaiotikum, wie auch den nachfolgenden Epochen der Römischen Antike und des Mittelalters.

## Belege
1. ↑  Grabstätten von Son Real und Illot des Porros
2. ↑  Necrópolis de Son Real (Memento des Originals vom 24. Dezember 2015 im Internet Archive)  Info: Der Archivlink wurde automatisch eingesetzt und noch nicht geprüft. Bitte prüfe Original- und Archivlink gemäß Anleitung und entferne dann diesen Hinweis.
3. ↑  Bartomeu Amengual Gomila: Küstenreiseführer aus der Luft – Mallorca, Verlag geoplaneta, Seite 52, ISBN 84-08-02931-2